# Round and Around
„Round and Around“ je šestá skladba z předposledního studiového alba anglické progresivně rockové skupiny Pink Floyd A Momentary Lapse of Reason z roku 1987. Skladbu napsal kytarista skupiny David Gilmour.

## Sestava
- David Gilmour - kytara
- Nick Mason - perkuse
- Tony Levin - baskytara
- Jon Carin - klávesy, bicí
- Bob Ezrin - bicí